# Liste der Monuments historiques in Flagey (Haute-Marne)
Die Liste der Monuments historiques in Flagey führt die Monuments historiques in der französischen Gemeinde Flagey auf.

## Liste der Objekte
| Bezeichnung              | Beschreibung                                             | Standort                        | Kennzeichnung | Schutzstatus | Datum | Bild |
| ------------------------ | -------------------------------------------------------- | ------------------------------- | ------------- | ------------ | ----- | ---- |
| Gemälde Madonna mit Kind | Ölfarbe auf Leinwand, 17. Jahrhundert; nach Sassoferrato | in der Kirche St-Isidore (Lage) | PM52000466    | Classé       | 1972  |      |